# Solpugyla maestrii
Espèce
Solpugyla maestrii est une espèce de solifuges de la famille des Solpugidae.

## Distribution
Cette espèce se rencontre en Éthiopie et en Somalie.

## Description
La femelle holotype mesure 33,5 mm.

## Publication originale
- Caporiacco, 1939 : Arachnida. Missione Biologica nel Paese dei Borana, Raccolte Zoologiche, Reale Accademia d’Italia, Rome, vol. 3, p. 303–385.